# The London (песня)
«The London» — песня американского хип-хоп-исполнителя Янг Тага при участии Джея Коула (англ. J. Cole) и Трэвиса Скотта, вышедшая 23 мая 2019 года на лейблах 300 Entertainment и Atlantic Records, как первый сингл с дебютного студийного альбома Тага So Much Fun. Продюсером трека стал канадский музыкант T-Minus.

## История
Впервые о совместной работе музыкантов было объявлено на листовках на фестивале Rolling Loud, прошедшем в Майами 11 мая, в которых говорилось, что «летний гимн» прозвучит в исполнении «трёх рэпперов».

## Отзывы
Трек получил положительные отзывы, например, от обозревателей журналов Rolling Stone (Чарльз Холмс отметил, что Джей Коул «украл шоу, забрал всеобщее внимание» и «звучит как дома» на треке, а также «превзошел» Янга Тага), Pitchfork, XXL.

## Коммерческий успех
В США сингл «The London» дебютировал на 12-м месте в хит-параде Billlboard Hot 100, благодаря массовому стримингу в первую неделю. В Канаде песня дебютировала на шестом месте в чарте.

## Чарты
| Чарт (2019)                                | Высшая позиция |
| ------------------------------------------ | -------------- |
| Австралия (ARIA)                           | 17             |
| Австрия (Ö3 Austria Top 40)                | 37             |
| Бельгия/Фландрия (Ultratip Bubbling Under) | 2              |
| Бельгия/Валлония (Ultratip Bubbling Under) | 26             |
| Канада (Billboard Canadian Hot 100)        | 6              |
| Чехия (Singles Digitál Top 100)            | 66             |
| Дания (Tracklisten)                        | 32             |
| Франция (SNEP)                             | 103            |
| Германия (GfK)                             | 71             |
| Венгрия (Stream Top 40)                    | 20             |
| Ирландия (IRMA)                            | 19             |
| Италия (FIMI)                              | 88             |
| Нидерланды (Single Top 100)                | 51             |
| Новая Зеландия (Recorded Music NZ)         | 8              |
| Норвегия (VG-lista)                        | 21             |
| Португалия (AFP)                           | 16             |
| Словакия (Singles Digitál Top 100)         | 33             |
| Швеция (Sverigetopplistan)                 | 40             |
| Швейцария (Schweizer Hitparade)            | 20             |
| Великобритания (OCC UK Singles)            | 18             |
| США (Billboard Hot 100)                    | 12             |
| США (Billboard Hot R&B/Hip-Hop Songs)      | 6              |
| США (Billboard Rhythmic)                   | 5              |
| США (Rolling Stone Top 100)                | 13             |

## Сертификации
| Регион                                                                      | Сертификация  | Продажи   |
| --------------------------------------------------------------------------- | ------------- | --------- |
| Австралия (ARIA)                                                            | Платиновый    | 70 000    |
| Канада (Music Canada)                                                       | 2× Платиновый | 160 000   |
| Дания (IFPI Danmark)                                                        | Золотой       | 45 000    |
| Франция (SNEP)                                                              | Золотой       | 100 000   |
| Италия (FIMI)                                                               | Золотой       | 35 000    |
| Новая Зеландия (RMNZ)                                                       | Золотой       | 15 000    |
| Португалия (AFP)                                                            | Платиновый    | 10 000    |
| Великобритания (BPI)                                                        | Золотой       | 400 000   |
| США (RIAA)                                                                  | 3× Платиновый | 3 000 000 |
| Данные о продажах + прослушиваниях приведены только на основе сертификации. |               |           |